# Żabia Wola (Głusk)
Pour les articles homonymes, voir Żabia Wola.
Żabia Wola (prononciation : [ˈʐabja ˈvɔla]) est un village polonais de la gmina de Głusk dans le powiat de Lublin de la voïvodie de Lublin dans l'est de la Pologne.
Le village compte approximativement une population de 190 habitants.

## Histoire
De 1975 à 1998, le village est attaché administrativement à l'ancienne Voïvodie de Lublin.

Depuis 1999, il fait partie de la nouvelle voïvodie de Lublin.